# Salongsorkester

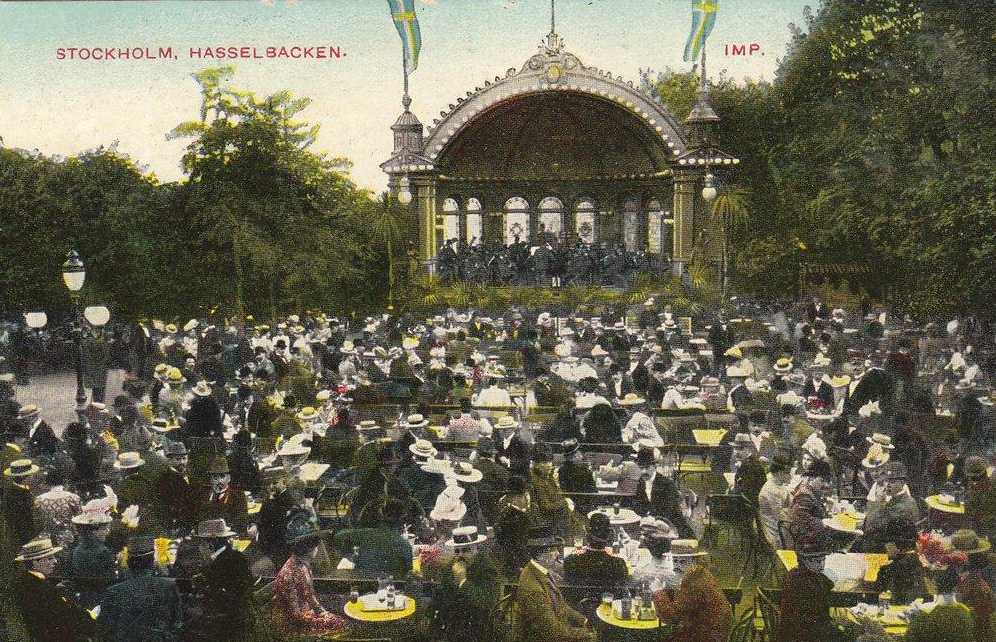
En salongsorkester underhåller matgästerna på Restaurang Hasselbacken omkring 1900.

En salongsorkester är inom musiken en samlingsbeteckning för en instrumental ensemble inom västerländsk populärmusik från senare hälften av 1800-talet och fram till mitten av 1930-talet. Piano, violin och violoncell utgör kärnan, som sedan typiskt kan utökas med en flöjt, två klarinetter, två trumpeter och trombon.
Salongsorkestern kan ses som ett resultat av, att den borgerliga salongens musicerande flyttades ut till offentliga nöjeslokaler. Det fanns kommersiella arrangörer, huvudsakligen i Centraleuropa, vars alster såldes till kapellmästare genom not- och musikaffärer. Repertoaren var arrangemang av folkmusik, schlager-, revy- och dansmusik, men även av konstmusik. Därmed bidrog salongsorkestrarna till att popularisera den seriösa musiken. Salongsmusiken dominerade helt nöjeslivet i Sverige under 1900-talets två första decennier. Den ändrade från 1920 gradvis form under inflytande av anglo-amerikansk jazz- och dansmusik och i början av 1940-talet var salongsorkesterns tid förbi. 

## Musikexempel
- The Palm Court Orchestra of the Stockholm Philharmonic. LP. Bluebell 185. 1985
- The Palm Court orchestra of the Stockholm Philharmonic. Nights of gladness. CD. Bluebell ABCD 007. 1987.
- Salonorchester Schwanen (2000). Salon orchestra favourites Vol. 1. Light classics. Krefeld: Naxos. Libris 8424489